# Yonder Godoy
Yonder Eduardo Godoy (Guanare, Portuguesa, 19 d'abril de 1993) és un ciclista veneçolà, professional des del 2013. En el seu palmarès destaca el campionat de Veneçuela en contrarellotge del 2015.

## Palmarès
- 2013
  -  Campió de Veneçuela sub-23 en ruta
  -  Campió de Veneçuela sub-23 en contrarellotge
- 2014
  -  Campió de Veneçuela sub-23 en contrarellotge
- 2015
  -  Campió de Veneçuela en contrarellotge
  -  Campió de Veneçuela sub-23 en contrarellotge
- 2023
  - Vencedor d'una etapa de la Volta al Táchira

### Resultats al Giro d'Itàlia
- 2014. 76è de la classificació general